# Liang Xiang
Pour les articles homonymes, voir Présentation.
Le Liang Xiang (亮相; « présentation coulante » dite aussi « pose figée ») est un code de jeu conventionnel de l’opéra chinois.
C’est une pose que prennent les personnages principaux soit à leur entrée en scène ou à leur sortie, soit après une danse ou un combat, ce qui permet à ces personnages d’exprimer leur état d’esprit, notamment à leur première apparition.